# Mugur de fluier
A Mugur de fluier a román Phoenix együttes 1974-ben megjelent második nagylemeze, melyet az Electrecord adott ki kinyitható borítóval. Katalógusszáma: STM-EDE 0968.

## Az album dalai

### A oldal
1. Lasă, lasă nr. 1 1:30
2. Pavel Chinezu, leat 1479 6:13
3. Strunga 7:23
4. Andrii Popa 3:13
5. Lasă, lasă nr. 2 0:35
6. Mica Tiganiada 3:32

### B oldal
1. Lasă, lasă nr. 3 1:00
2. Ochi negri, ochi de Ţigan 3:25
3. Muzica si muzichia 2:09
4. Mugur de fluier 3:58
5. Lasă, lasă nr. 4 0:41
6. Anule, hanule 5:18
7. Lasă, lasă nr. 5 0:36
8. Dansul codrilor 6:23